# 江福安
江福安（？—？），安徽怀宁（今安徽安庆）人，是一名清朝政治人物。
江福安曾于1863年接替李萼馨任嘉定县知县一职，1868年由田祚接任。